# Stupa de glace

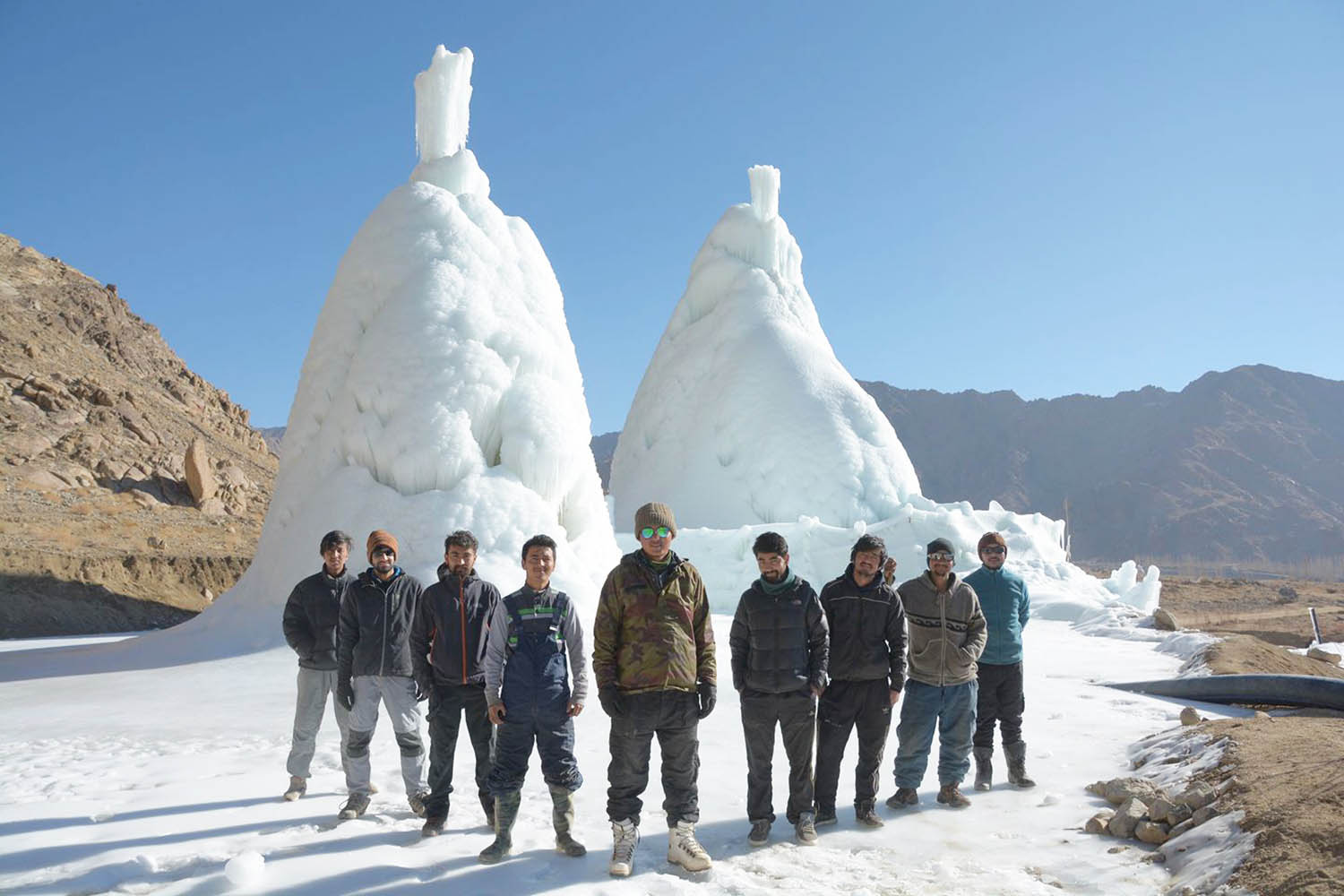
Des étudiants posent devant deux stupas de glace.

Un stupa de glace (en anglais : ice stupa) est un type de glacier artificiel visant à lutter contre la pénurie d'eau causée par le réchauffement climatique dans l'Himalaya. Le concept a été inventé par l'ingénieur Sonam Wangchuk en 2014 dans la région de Ladakh.

## Étymologie
Un stūpa désigne une sculpture ou un petit temple bouddhiste. Le stupa de glace rappelle la forme de ces temples.

## Contexte
Le Ladakh reçoit très peu de précipitations, et ne dispose pas de nappe phréatique. Son approvisionnement dépend essentiellement de l'eau de fonte des glaciers. Avec le réchauffement climatique, ceux-ci fondent de plus en plus tôt, provoquant un manque d'eau au moment des plantations, vers avril ou mai.

## Caractéristiques

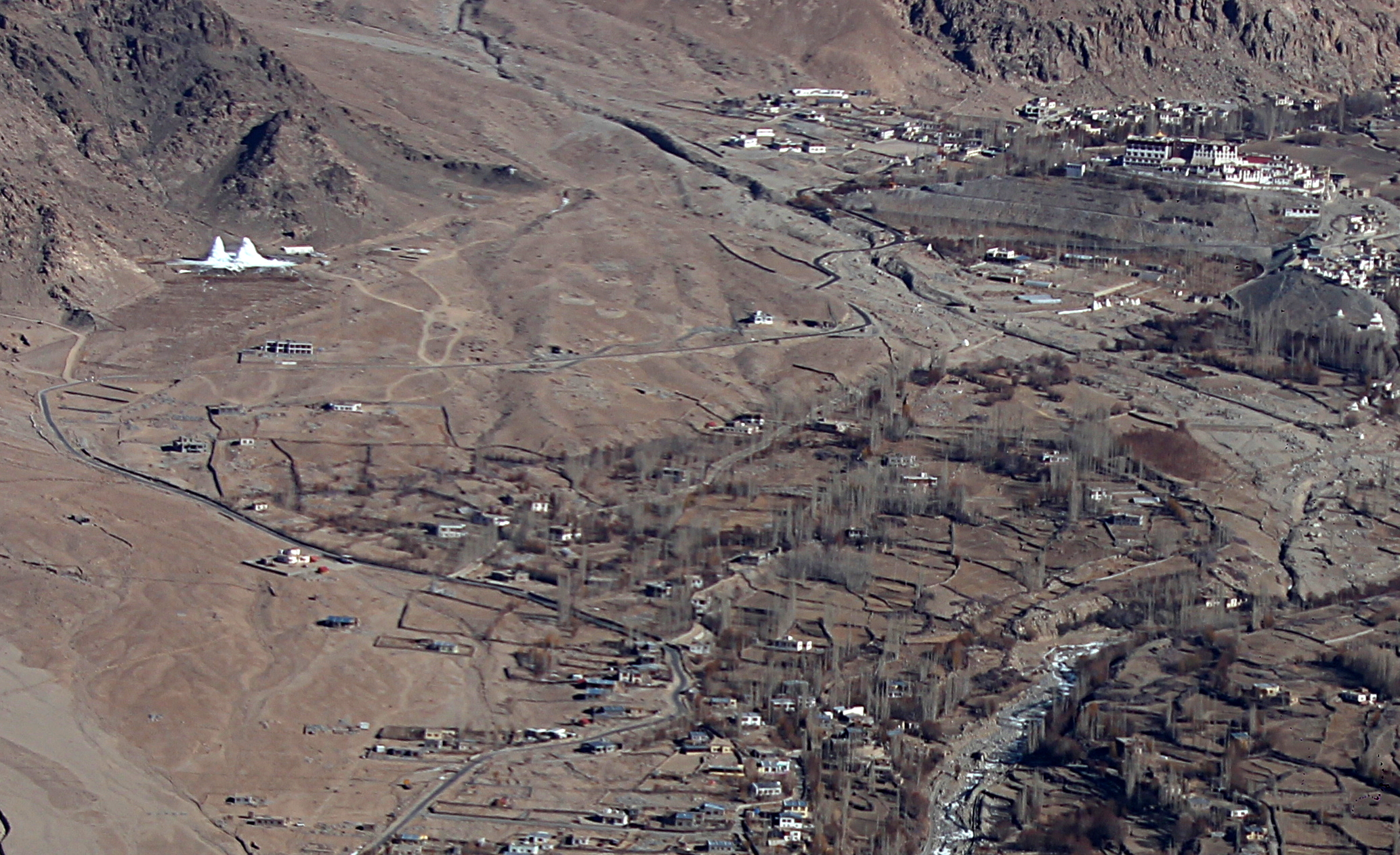
Vue aérienne de deux stupas de glace près de Phyang Gompa.

Le principe d'un stupa de glace est de capter l'eau des ruisseaux en hiver, de l'acheminer en aval via des tuyaux, puis de la faire jaillir de nuit, quand elle gèle instantanément dans un air entre -10 °C et -20 °C. Cela permet l'édification d'une pyramide de 40 mètres de haut et 20 mètres de large, qui stocke 16 millions de litres d'eau,. Lors de la saison sèche, en avril et mai, la pyramide fond lentement, permettant l'irrigation et la culture des légumes, de l'orge et des patates. La forme pyramidale des stupas de glace permet une moindre exposition au soleil et une fonte plus lente.
Sonam Wangchuk souhaite utiliser les stupas de glace pour permettre de reboiser la région. 5 000 arbustes ont ainsi été plantés avec le premier prototype.

## Histoire
Un premier prototype de six mètres de haut est construit en octobre 2013 et ne fond qu'à la mi-mai.
Le premier stupa de glace est inauguré en mars 2015 près de Leh. Il a coûté 110 000 €, obtenus grâce au financement participatif, et a permis de stocker deux millions de litres d'eau. Il commence à fondre en avril 2017, permettant d'arroser une plantation de peupliers.
Sonam Wangchuk reçoit le Prix Rolex 2016 pour ses stupas de glace,.
En 2019, douze stupas de glace ont été construits, dont deux dépassant les trente mètres. En 2020, vingt-six ont été mis en place, dont neuf dépassant les trente mètres.
Le concept est importé au Chili en 2021. Cinquante stupas contenant cent millions de litre d'eau doivent être mis en place dans la région de Cajón del Maipo (es).
L'idée est expérimentée en Suisse en 2021 dans le but de protéger le glacier Morteratsch.